# Кильдинстрой
Кильдинстрой — посёлок городского типа в Кольском районе Мурманской области. Центр одноимённого городского поселения. Расположен на реке Кола. Кирпичный завод. Назван по расположению рядом с озером Кильдинское.
Население — 2063 жителя (перепись 2010).

## История
Возрастающие потребности Мурманска и Хибин в кирпиче решил кирпичный завод в Кильдинстрое. На берегу Колы решили возвести крупное предприятие. Рядом железная дорога, недалеко потребители, солидные запасы глины. Вскоре приехали первые строители из Ленинграда (120 человек), а у Кильдинского ручья выстроились парусиновые палатки. К осени в откос, круто падавший к реке, втиснули землянки. К лету 1935 года на стройке работали более тысячи человек, 5 декабря 1936 года появились первые кирпичи. К 1 января 1937 года вырос и новый посёлок городского типа, за которым закрепилось название строительной организации — Кильдинстрой. Открылись школа, больница, детские ясли, баня, клуб, в сентябре 1936 года открылось движение по дороге Фадеев Ручей — Кильдинстрой.
В 1938 году население посёлка увеличилось до 1750 человек, и он стал крупнейшим в районе.
Запланировано строительство в посёлке Военно-патриотического парка культуры и отдыха Северного флота «Патриот».

## Население
| 1939  | 1959  | 1970  | 1979  | 1989  | 2002  | 2009  |
| ----- | ----- | ----- | ----- | ----- | ----- | ----- |
| 2719  | ↗4174 | ↗4376 | ↘4313 | ↘3731 | ↘2861 | ↘2733 |
| 2010  | 2011  | 2012  | 2013  | 2014  | 2015  | 2016  |
| ↘2063 | ↘2041 | ↘1976 | →1976 | ↘1936 | ↗1948 | ↘1938 |
| 2017  | 2018  | 2019  | 2020  | 2021  | 2023  |       |
| ↘1918 | ↗1922 | ↗1947 | ↘1941 | ↗2244 | ↘2235 |       |

Численность населения, проживающего на территории населённого пункта, по данным Всероссийской переписи населения 2010 года составляет 2063 человека, из них 902 мужчины (43,7 %) и 1161 женщина (56,3 %).